# Стационе Пјанела (Пескара)
Стационе Пјанела (итал. Stazione Pianella) је насеље у Италији у округу Пескара, региону Абруцо.
Према процени из 2011. у насељу је живело 71 становника. Насеље се налази на надморској висини од 151 м.